# Экштейн, Эрнст
Эрнст Экштейн (нем. Ernst Eckstein; 6 февраля 1845, Гисен Великое герцогство Гессен — 18 ноября 1900, Дрезден) — немецкий писатель и поэт, юморист, журналист, редактор. Доктор наук.

## Биография
Изучал право, философию и филологию в университетах Гисена, Бонна и Марбурга. В 1866 г. получил докторскую степень.
Работая внештатным корреспондентом, много путешествовал. С 1872 г. состоял в редакции австрийской газеты «Die Presse», из Парижа писал корреспонденции в немецкие газеты.
С 1874 по 1882 г. был редактором лейпцигского литературного журнала, сотрудничал с Ф. Даном, Э. Гейбелем, К. Гуцковым, П. Хейзе.
Основал и редактировал юмористическую газету «Der Schlack» (1879—1882) и издательство «Ecksteins humoristische Bibliothek» (1886).

## Творчество
Принадлежал к самым читаемым писателям своего времени.
Известен более всего рассказами, особенно из школьной жизни, и другими юмористическими произведениями. Писал также исторические и бытовые романы, пьесы и т. д.

## Избранная библиография
- Venus Urania, 1872
- Humoresken, 1875/82
- Beiträge zur Geschichte des Feuilletons, 1876
- Lisa Toscanella (новелла), 1876
- Pariser Leben, 1876
- Ein Pessimist (комедия), 1877
- Sturmnacht (новелла), 1878
- Die Claudier (роман), 1881
- Prusias. Roman aus dem letzten Jahrhundert der römischen Republik, 1884
- Jorinde (роман), 1888
- Nero (роман), 1889
- Das Kind (новелла), 1893
- Verstehen wir Deutsch? Volkstümliche Sprachuntersuchungen, 1894
- Familie Hartwig (роман), 1894
- Roderich Löhr (роман), 1896
- Willibald Menz. Lavafluten (роман), 1898
- Die Klosterschülerin (роман), 1901
- Gesammelte Schulhumoresken, 1907

На русский язык переведены его романы: «Завещание» («Иностранная литература», 1885, 1—4); «Старые письма» («Русская мысль», 1886, 1—12); «Сальватор» («Наблюдатель», 1890, 5—6).